# Abraham Creighton (1er baron Erne)
Abraham Creighton, 1er baron Erne (décembre 1703 - 10 juin 1772) est un pair et homme politique irlandais.

## Biographie
Il est le fils unique de David Creighton de Crom Castle et de Catherine Southwell, fille de Richard Southwell. Il épouse Elizabeth Rogerson, fille aînée de John Rogerson (1676-1741) (en), Lord Chief Justice of Ireland, et Elizabeth Ludlow, et ils ont quatre enfants survivants, deux fils et deux filles.

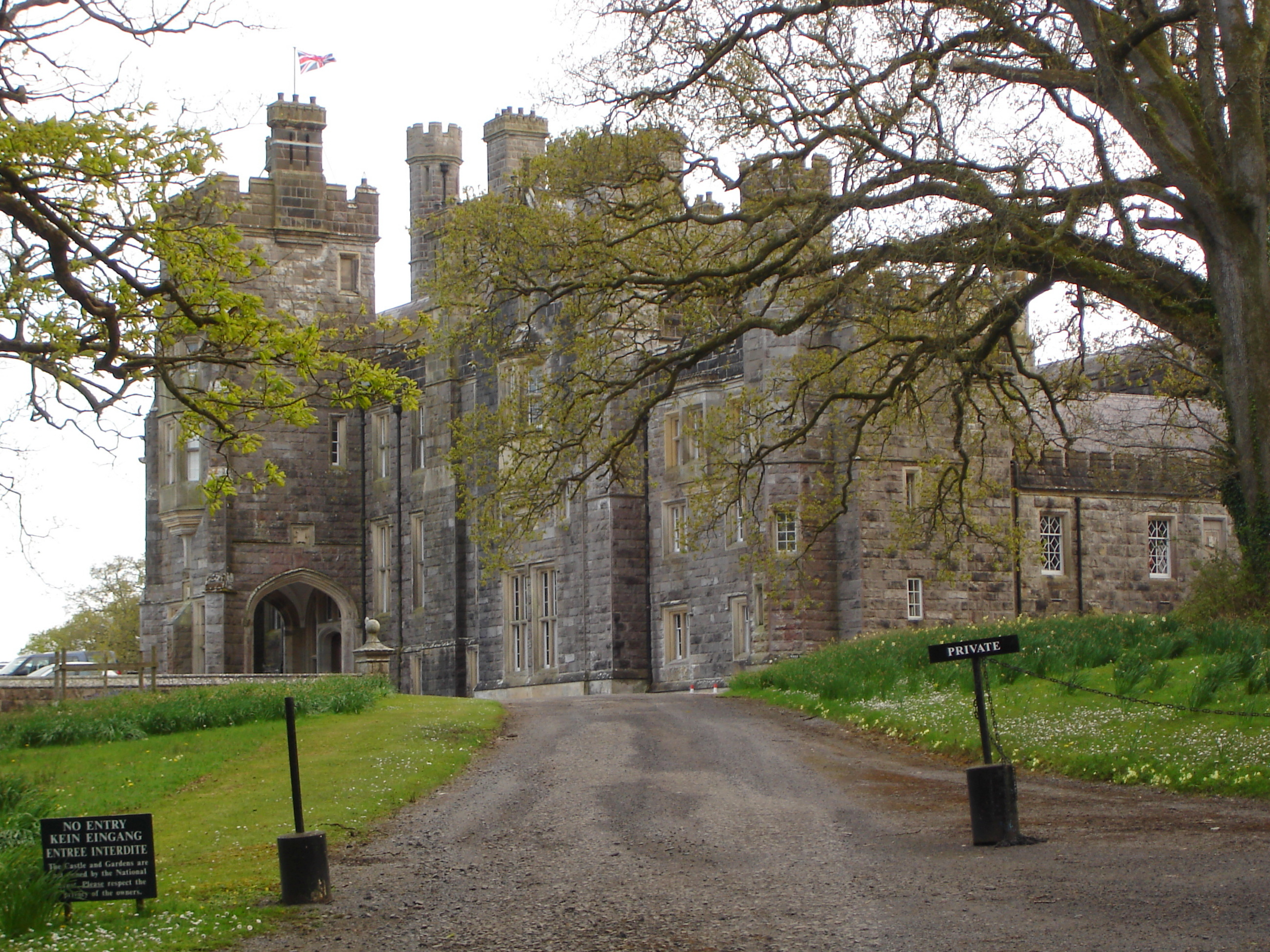
Château de Crom

Il est l'un des principaux propriétaires fonciers du comté de Fermanagh. Il représente Lifford à la Chambre des communes irlandaise de 1727 à 1768, date à laquelle il est élevé à la Pairie d'Irlande en tant que baron Erne, de Crom Castle dans le comté de Fermanagh. Il meurt en juin 1772 et est remplacé dans la baronnie par son fils John, qui est plus tard créé comte Erne.
Jusqu'en 1729, Alexander Montgomery partageait le patronage parlementaire de Lifford, comté de Donegal, avec la famille Creighton, les comtes d'Erne. Il y a un accord dans les papiers Erne (conservés au Northern Ireland Public Records Office) daté de 1727 entre Alexander Montgomery et le général David Creighton concernant le partage de la Corporation de Lifford et sa représentation à la Chambre des communes irlandaise, à laquelle il envoie deux députés. L'un des articles de l'accord était que, si Montgomery devait mourir sans fils, son intérêt devrait passer aux Creightons. Montgomery est élu député du comté de Donegal lors des élections générales tenues plus tard en 1727. Le général David Creighton et son fils et héritier, Abraham Creighton (plus tard le 1er Lord Erne), sont élus comme les deux députés de Lifford. Le général David Creighton est décédé en 1728, donc le siège de Lifford est occupé par Thomas Montgomery, le neveu d'Alexandre. À la mort de Thomas Montgomery en 1760, le contrôle total des sièges de Lifford est passé à Abraham Creighton.